# Sextonville
Sextonville ist eine Siedlung auf gemeindefreiem Gebiet im Richland County im US-amerikanischen Bundesstaat Wisconsin. Zu statistischen Zwecken ist der Ort zu einem Census-designated place (CDP) zusammengefasst worden. Im Jahr 2010 hatte Sextonville 551 Einwohner.

## Geografie
Sextonville liegt im Südwesten Wisconsins, wenige Kilometer nördlich der Mündung des Pine River in den Wisconsin River, einen linken Nebenfluss des Mississippi. Der am Mississippi gelegene Schnittpunkt der drei Bundesstaaten Minnesota, Iowa und Wisconsin befindet sich 97 km westnordwestlich. 
Die geografischen Koordinaten von Sextonville sind 43°16′42″ nördlicher Breite und 90°17′27″ westlicher Länge. Der Ort erstreckt sich über eine Fläche von 2,27 km². Der Ort liegt auf dem Gebiet der Town of Buena Vista.
Nachbarorte von Sextonville sind Ithaca (8,3 km nördlich), Gotham (6,4 km südlich) und Richland Center (11,1 km nordwestlich).
Die nächstgelegenen größeren Städte sind La Crosse (115 km nordwestlich), Wisconsins Hauptstadt Madison (86,9 km östlich), Rockford in Illinois (198 km südöstlich), die Quad Cities in Iowa und Illinois (232 km südlich) und Cedar Rapids in Iowa (245 km südsüdwestlich).

## Verkehr
Der U.S. Highway 14 verläuft an der südwestlichen Peripherie des Ortes. Der vom US 14 abzweigende County Highway B verläuft in West-Ost-Richtung und bildet die Hauptstraße von Sextonville. Alle weiteren Straßen sind untergeordnete Landstraßen, teils unbefestigte Fahrwege sowie innerörtliche Verbindungsstraßen.
Mit dem Richland Airport befindet sich an der westlichen Ortsgrenze ein kleiner Flugplatz. Die nächsten Verkehrsflughäfen sind der La Crosse Regional Airport (126 km nordwestlich), der Dubuque Regional Airport in Dubuque, Iowa (131 km südsüdwestlich) und der Dane County Regional Airport in Wisconsins Hauptstadt Madison (95,4 km östlich).

## Bevölkerung
Nach der Volkszählung im Jahr 2010 lebten in Sextonville 551 Menschen in 207 Haushalten. Die Bevölkerungsdichte betrug 242,7 Einwohner pro Quadratkilometer. In den 207 Haushalten lebten statistisch je 2,66 Personen. 
Ethnisch betrachtet setzte sich die Bevölkerung zusammen aus 95,1 Prozent Weißen, 0,2 Prozent (eine Person) Afroamerikanern, 0,9 Prozent amerikanischen Ureinwohnern, 0,7 Prozent Asiaten sowie 1,3 Prozent aus anderen ethnischen Gruppen; 1,8 Prozent stammten von zwei oder mehr Ethnien ab. Unabhängig von der ethnischen Zugehörigkeit waren 3,6 Prozent der Bevölkerung spanischer oder lateinamerikanischer Abstammung. 
28,1 Prozent der Bevölkerung waren unter 18 Jahre alt, 60,1 Prozent waren zwischen 18 und 64 und 11,8 Prozent waren 65 Jahre oder älter. 50,1 Prozent der Bevölkerung war weiblich.
Das mittlere jährliche Einkommen eines Haushalts lag bei 42.976 USD. Das Pro-Kopf-Einkommen betrug 21.588 USD. 7,7 Prozent der Einwohner lebten unterhalb der Armutsgrenze.